# Ethan Ampadu
Ethan Kwame Colm Raymond Ampadu (Exeter, 14 de setembro de 2000) é um futebolista inglês de ascendência galesa que atua como zagueiro e volante. Atualmente joga pelo Leeds United.[carece de fontes?]

## Carreira

### Exeter City
Nasceu em Exeter, Devon, Ampadu é um produto da academia juvenil do Exeter City. Em 9 de agosto de 2016, com 15 anos e 10 meses e 26 dias, estreou na primeira rodada da Copa da Liga Inglesa contra o Brentford no St. James Park, jogando os 120 minutos completos de uma vitória por 1–0.
Ele se tornou o jogador mais jovem da história do clube, quebrou um recorde de 87 anos estabelecido por Cliff Bastin e foi nomeado o homem da partida. Uma semana depois, estreou na liga em uma derrota em casa por 1–0 contra o Crawley Town pela EFL League Two.

### Chelsea
Em 1 de julho de 2017, Ampadu assinou um contrato com o Chelsea.

### Seleção Galesa
Em maio de 2021, ele foi convocado para disputar a Eurocopa de 2020 pela Seleção Galesa. Na partida contra a Itália, pela última rodada da fase de grupos, após uma entrada dura contra Federico Bernardeschi, Ampadu recebeu um cartão vermelho aos 57 minutos da partida, partida na qual o País de Gales perdeu por 1-0.

## Títulos
Chelsea
- Liga Europa da UEFA: 2018–19

Leeds United
- EFL Championship: 2024–25